# Folgorazione

Segnale di pericolo per la presenza di tensione elettrica pericolosa

La folgorazione o elettrocuzione è il passaggio di una forte corrente elettrica attraverso il corpo umano. In medicina il termine è usato relativamente agli effetti patologici di tale fenomeno su chi lo subisce.
Il termine elettrocuzione può avere due significati:
- si riferisce all'esecuzione di una sentenza di morte mediante il passaggio di una corrente elettrica attraverso il corpo del condannato. Il termine, reso anche da elettroesecuzione, è riferito alla sedia elettrica;
- scarica accidentale di una corrente elettrica sull'organismo umano (nell'uso comune detta scossa o scossa elettrica), che può avere effetto mortale o essere causa di ustioni, di disturbi del ritmo cardiaco (fibrillazione), di lesioni degenerative dei muscoli e del sistema nervoso.

## Aspetti di elettrofisiologia
L'organismo animale è costituito da cellule al cui interno è presente una soluzione acquosa salina e da una matrice extracellulare che riempie gli spazi tra cellula e cellula, anch'essa assimilabile ad una soluzione salina. Tali soluzioni contengono quindi ioni come Na+, K+, Cl- ecc.
Poiché tali ioni sono presenti in concentrazione differente tra l'interno della cellula (maggiore concentrazione di K+) e l'ambiente extracellulare (maggiore concentrazione di Na+), esiste una differenza nella distribuzione delle cariche positive e negative. Ciò comporta una differenza di potenziale elettrico tra l'interno e l'esterno delle cellule, denominato potenziale di riposo, che nei mammiferi è pari a circa -70 mV (negativo all'interno della cellula relativamente all'ambiente extracellulare).
Se ad una cellula viene applicata una differenza di potenziale inversa a quella di riposo, si ha un aumento del passaggio di ioni sodio verso l'interno, il che porta ad un annullamento del potenziale indotto e ad una successiva inversione. Il fenomeno, noto come potenziale d'azione, si manifesta se il potenziale applicato supera una soglia di eccitabilità, che diminuisce con l'aumentare del tempo di applicazione. Questo meccanismo è alla base della propagazione del segnale nervoso, della percezione degli stimoli e della contrazione muscolare.
Pertanto, il passaggio di una corrente elettrica esterna attraverso il corpo, ha, tra l'altro, l'effetto di interferire con i potenziali d'azione delle cellule nervose e muscolari, alterando la trasmissione nervosa e stimolando i muscoli e gli organi attraversati.

## Impedenza del corpo, tensione e corrente
Dal punto di vista circuitale un corpo sottoposto a differenza di potenziale elettrico costituisce un'impedenza, il cui valore varia in funzione del soggetto (fattori individuali, sesso, età), delle condizioni della pelle (secca, bagnata, sudata) e dalla frequenza (Hz) della tensione applicata.
In conseguenza della legge di Ohm, la corrente circolante attraverso l'impedenza rappresentata dal corpo è direttamente proporzionale alla tensione applicata. Poiché gli effetti termici e biologici sono determinati essenzialmente dall'intensità di corrente, si ha che la tensione elettrica non è un indice diretto della pericolosità dell'elettricità. Una sorgente di tensione elevata ma con limitata riserva di carica oppure impedenza elevata può non costituire un pericolo. È il caso delle scosse elettriche subite talvolta toccando il telaio di un'automobile quando l'aria è secca, in cui la tensione creatasi può raggiungere decine di migliaia di volt.

## Soglie di pericolosità
Gli effetti fisiologici del passaggio di una corrente elettrica a frequenza industriale (50/60 Hz) attraverso il corpo umano sono generalmente classificati in base ai seguenti intervalli:
- inferiore a 0,5 mA (soglia di percezione): non si ha alcun danno o percezione dolorosa per tempi indefiniti
- fino a 10 mA (soglia di rilascio): non si hanno effetti pericolosi oltre alla percezione dolorosa, ed è possibile rilasciare volontariamente la muscolatura;
- 10-500 mA: non si è in grado di rilasciare i muscoli contratti dalla corrente (tetanizzazione) e la pericolosità della scarica è in funzione del tempo di applicazione; per esempio, con corrente di 50 mA è ammissibile un contatto di durata non superiore a 0,1 s
- >500 mA: intensità pericolosa per qualunque durata temporale.

In corrente continua i predetti valori vanno corretti rispettivamente a: 2mA (soglia percezione), 40mA (soglia rilascio) e 500 mA (soglia pericolosa per ogni tempo).
Sebbene la pericolosità di uno shock elettrico sia definita dall'intensità della corrente elettrica, ai fini pratici si preferisce definire soglie di tensione di rischio. In base alla norma tecnica IEC 60479-1 la soglia di tensione minima considerata pericolosa è di 120 V in corrente continua e 50 V in corrente alternata.
Per tensioni minori, in base alla legge di Ohm, l'impedenza del corpo umano normalmente non permette il passaggio di una intensità di corrente pericolosa.
Per confronto la distribuzione dell'energia elettrica per uso domestico avviene a tensioni di 220-230 V AC in Italia, Europa e altre parti del mondo, ed a 120 V negli Stati Uniti, in Giappone e altre nazioni, ben al di sopra quindi della soglia di pericolosità trattandosi di corrente alternata.

## Corrente alternata e corrente continua
L'effetto della corrente elettrica sull'organismo cambia drasticamente se la corrente è continua o alternata e in questo secondo caso anche in funzione della frequenza. Nel XIX secolo lo scontro tra i sostenitori della corrente continua (tra cui Thomas Edison) e della corrente alternata (tra cui Nikola Tesla), cosiddetta guerra delle correnti, verteva anche sulla differente pericolosità intrinseca.
La conclusione del dibattito è che la corrente alternata alle frequenze industriali adottate di 50 e 60 Hz costituisce un pericolo maggiore in quanto è in grado di indurre spasmi muscolari e fibrillazione cardiaca.
Gli effetti neuroeccitanti (causa di contrazioni e percezione della scossa) della corrente continua sono inferiori poiché le cellule sottoposte ad uno stimolo continuo manifestano un effetto di accomodamento, per cui la soglia di eccitabilità aumenta con il tempo

## Effetti fisiologici
In base al variare dei parametri descritti l'effetto dell'elettricità sul corpo umano può essere molto variabile. In generale gli effetti fisiologici diretti indotti dalla corrente elettrica sono principalmente dovuti a contrazioni muscolari involontarie (spasmi) ed effetti termici.
Particolarmente determinante è il percorso seguito dalla corrente elettrica nell'attraversare il corpo. Se il contatto si ha, come avviene spesso, tra mano e piede, la regione cardiaca è parzialmente investita, se invece il contatto è tra mano e mano o tra piede e piede il flusso di corrente che interessa il torace è molto ridotto, tanto che la CEI (Comitato Elettrotecnico Italiano) riporta per questi percorsi un fattore di riduzione del rischio di due volte e mezzo. In alcuni casi il passaggio di corrente interessa solamente regioni periferiche del corpo, per esempio mano-avambraccio, e le eventuali conseguenze sono limitate a tale regione.
La scarica ad alta tensione di un fulmine tende a scorrere sulla superficie del corpo (per via della rapidità con cui essa insorge e si estingue e dell'effetto pelle), con una maggiore probabilità di arresto respiratorio.
Nel caso di una folgorazione da corrente industriale invece il danno maggiore è a carico degli organi interni e il pericolo più grave è rappresentato dall'arresto cardiaco.

### Contrazione muscolare, blocco respiratorio e fibrillazione cardiaca
Per correnti a frequenza industriale (50/60 Hz), un'intensità di alcune decine di milliampere può già causare spasmi muscolari dei muscoli scheletrici, sui muscoli della respirazione e sul cuore. La contrazione muscolare involontaria della mano indotta dall'elettricità può impedire di rilasciare il conduttore se questo è stato afferrato nel palmo. Per questo motivo, in caso di incertezza, è buona norma non toccare i cavi.
Se una corrente alternata nell'ordine dei 50 mA attraversa il torace, è in grado di indurre spasmi sul muscolo cardiaco (fibrillazione). In corrente continua l'intensità necessaria sale a 300-500 mA.
Paradossalmente, correnti alternate di 200 mA e oltre possono anche prevenire la fibrillazione, bloccando però il cuore per effetto delle contrazioni prodotte nei muscoli ad esso circostanti. In entrambi i casi l'azione di pompaggio è pregiudicata, con esiti letali se non si ripristina la funzionalità cardiaca in tempi brevi.
Correnti elettriche a frequenze molto elevate, da migliaia di hertz in su, non sono in grado di provocare spasmi e quindi arresto cardiaco o respiratorio, e l'effetto termico diventa l'unico rilevante.

### Effetti termici
La corrente elettrica che fluisce nel corpo genera calore per effetto Joule e può provocare ustioni gravi e profonde.

### Effetti neurologici
L'interessamento della testa può avere conseguenze a livello neurologico che spaziano da una temporanea perdita di coscienza a danni neurologici permanenti.

### Traumi indiretti
Lo sviluppo di un arco elettrico in seguito ad un guasto può rappresentare un pericolo a causa dell'elevato calore generato, l'esplosione dell'aria rapidamente riscaldata, dalla vaporizzazione di metalli e dall'intensa emissione di raggi ultravioletti. I danni prodotti all'organismo sono di tipo termico (ustioni) e meccanico (fratture, danni agli organi interni). La contrazione muscolare involontaria può provocare movimenti bruschi e pericolosi, cadute e altri incidenti.

## Soccorso di un soggetto folgorato
Nota importante: nel prestare soccorso ad una vittima di folgorazione è fondamentale assicurarsi di avere interrotto l'energia elettrica staccando la spina o l'interruttore generale per evitare di diventare una seconda vittima. Nel caso questo non sia attuabile, si deve isolare la vittima dal conduttore con un mezzo isolante. Se per esempio il soggetto è in contatto elettrico con un asciugacapelli, cercare di allontanare l'apparecchio con un bastone in legno ben asciutto. Non toccare l'infortunato se non si è certi che sia isolato dalla sorgente elettrica. Nel toccare una prima volta il soggetto non afferrarlo subito con il palmo della mano, piuttosto toccarlo con il dorso delle dita. Se una tensione pericolosa è presente, la chiusura involontaria della mano provoca l'immediato allontanamento delle dita.
Il quadro patologico che deve essere affrontato in caso di pronto soccorso verso un soggetto vittima di folgorazione comprende:
- Arresto cardiaco
- Blocco respiratorio
- Ustioni
- Danni neurologici
- Traumi indiretti dovuti a cadute o movimenti incontrollati dei muscoli

Il comportamento da seguire è il seguente:
- Per prima cosa chiamare il soccorso sanitario (118 o 112, a seconda della regione) segnalando il tipo di infortunio accaduto, il luogo esatto dove è avvenuto e lo stato del paziente.
- Verificare che non sussistano ulteriori pericoli oltre alla già citata disconnessione dell'energia elettrica.
- Determinare lo stato della vittima: se cosciente o meno, se respira, se battito cardiaco regolare. Se necessario e solamente se si ha un'adeguata formazione, effettuare la rianimazione cardiopolmonare. Evitare di muovere l'infortunato, non somministrare bevande o medicamenti, non applicare medicamenti alle eventuali ustioni.

## Prevenzione
La prevenzione della folgorazione si basa su tecniche di protezione passive ed attive dal contatto con le parti soggette a tensione elettrica.
Le protezioni passive implicano opportuni materiali isolanti, dispositivi per impedire il contatto con gli alveoli in tensione delle prese elettriche, definizione della classe di isolamento e la messa a terra. La principale protezione attiva è l'interruttore differenziale.

## Applicazione deliberata di energia elettrica

### Tortura e pena capitale
L'applicazione di una corrente elettrica al corpo umano è utilizzata come forma di tortura. È particolarmente efficace perché consente di dosare con precisione l'intensità del dolore senza avere necessariamente esiti letali. Inoltre in genere non lascia traccia di lesioni esterne sul corpo della vittima e rende più difficile dimostrare il crimine.
La folgorazione, in questo caso chiamata elettrocuzione, è usata per eseguire la pena capitale per mezzo della sedia elettrica. Sebbene questo utilizzo sia in declino in quanto ritenuto inumano, è ancora legalmente utilizzato in alcuni stati degli Stati Uniti d'America.

### Terapia medica
Una scarica elettrica opportunamente calcolata, applicata attraverso il cervello in particolari condizioni, è alla base della terapia elettroconvulsivante (elettroshock). Tale tecnica è impiegata nel trattamento di alcuni disturbi neurologici.
Una corrente continua opportunamente applicata al petto e con un determinato contenuto energetico può efficacemente interrompere una fibrillazione cardiaca in atto. La tecnica è largamente usata in casi di emergenza per mezzo di un apparecchio chiamato defibrillatore.
L'elettrobisturi sfrutta la peculiarità delle correnti elettriche alternate ad alta frequenza di non influenzare la muscolatura o il sistema nervoso ma di produrre effetti termici, in questo caso sfruttati per tagliare e coagulare.

## In altri paesi
Nel 1993, negli Stati Uniti sono state segnalate 550 folgorazioni, pari a un tasso di 2,1 morti per milione di abitanti. A quel tempo, l'incidenza delle folgorazioni era in calo. Tra il 1980 e il 1992, una media di 411 lavoratori sono morti per folgorazione ogni anno. Uno studio recente ha rilevato che solo negli Stati Uniti le lesioni elettriche sono state responsabili di oltre 30.000 ricoveri e più di 1.000 decessi nel 2020.
In Svezia, Danimarca, Finlandia e Norvegia, il numero di morti per elettrocuzione per milione di abitanti è stato rispettivamente di 0,6, 0,3, 0,3 e 0,2 tra il 2007 e il 2011.
Un recente studio del National Coroners Information System (NCIS) in Australia ha identificato 321 decessi chiusi (e almeno 39 decessi ancora sotto inchiesta del coroner) segnalati ai coroner australiani in cui una persona è morta per elettrocuzione tra il luglio 2000 e l'ottobre 2011.